# Терористичні атаки в Уагадугу (2016)
Терористичні атаки в Уагадугу — серія терористичних атак проти цивільних, скоєних рухом Аль-Каїда в місті Уагадугу.

## Перебіг подій
15 січня 2016 року бойовики, озброєні вогнепальною зброєю, напали на ресторан «Капучино» і готель «Splendid» у центрі Уагадугу, столиці Буркіна-Фасо. Власниками кафе було подружжя Гайтан Сантомена та українка Вікторія Янковська. Число загиблих досягло 30, щонайменше 56 отримали поранення; 176 заручників звільнені після того, як урядові сили контратакували наступного ранку, аби звільнити заручників. Три терористи під час контратаки були вбиті. Один із терористів убитий у сусідньому готелі YIBI. Під час теракту загинуло 4 громадян України, зокрема і 9-річна дитина.

## Передумови
Після Громадянської війни у Лівії сусіднє Малі охопила нестабільність, зокрема відбувалися атаки ісламістів у північних районах Малі. Відчувається також вплив руху «Боко харам» у сусідніх країнах, а також і Буркінабського повстання, яке нещодавно сталося в країні.

## Список жертв
| Країна                                  | Громадяни |
| --------------------------------------- | --------- |
| Україна                                 | 4[a]      |
| Буркіна-Фасо                            | 5[a]      |
| Канада                                  | 6[a]      |
| США                                     | 1[a]      |
| Швейцарія                               | 2[a]      |
| Португалія                              | 2[a]      |
| Франція                                 | 2[a]      |
| Нідерланди                              | 1[a]      |
| Подвійне громадянство Франція + Марокко | 1[a]      |
| Разом                                   | 30        |

^  Для перегляду списку загиблих необхідно натиснути на відповідне число.
| № | Прізвище та ім’я   | Вік | Стать   | Місце проживання | Примітки |
| - | ------------------ | --- | ------- | ---------------- | -------- |
| 1 | Людмила Янковська  |     | жінка   | Харків           |          |
| 2 | Вікторія Янковська |     | жінка   | Харків           |          |
| 3 | Яна Янковська      |     | жінка   | Харків           |          |
| 4 | Мішель Сантомена   | 9   | хлопчик | Харків           |          |

| № | Прізвище та ім’я      | Вік | Стать   | Примітки |
| - | --------------------- | --- | ------- | -------- |
| 1 | Pascal Kinda          |     | чоловік |          |
| 2 | Ahmed Kere            | 32  | чоловік |          |
| 3 | Simplice Armel Kinane |     | чоловік |          |
| 4 | Jacqueline Lankoande  | 40  | жінка   |          |
| 5 | Mahamadi Ouédraogo    | 42  | чоловік |          |

| № | Прізвище та ім’я   | Вік | Стать   | Примітки |
| - | ------------------ | --- | ------- | -------- |
| 1 | Gladys Chamberland |     | жінка   |          |
| 2 | Yves Carrier       |     | чоловік |          |
| 3 | Charlélie Carrier  |     | чоловік |          |
| 4 | Maude Carrier      |     | жінка   |          |
| 5 | Louis Chabot       |     | чоловік |          |
| 6 | Suzanne Bernier    |     | жінка   |          |

| № | Прізвище та ім’я | Вік | Стать   | Примітки |
| - | ---------------- | --- | ------- | -------- |
| 1 | Mike Riddering   | 45  | чоловік |          |

| № | Прізвище та ім’я | Вік | Стать   | Примітки |
| - | ---------------- | --- | ------- | -------- |
| 1 | Jean-Noël Rey    | 66  | чоловік |          |
| 2 | Georgie Lamon    | 81  | чоловік |          |

| № | Прізвище та ім’я          | Вік | Стать   | Примітки |
| - | ------------------------- | --- | ------- | -------- |
| 1 | Antonio De Oliveira Basto | 52  | чоловік |          |
| 2 | Arnaud Cazier             | 41  | чоловік |          |

| № | Прізвище та ім’я | Вік | Стать   | Примітки |
| - | ---------------- | --- | ------- | -------- |
| 1 | Eddie Touati     | 54  | чоловік |          |
| 2 | Leila Alaoui     |     | жінка   |          |

| № | Прізвище та ім’я | Вік | Стать   | Примітки |
| - | ---------------- | --- | ------- | -------- |
| 1 | Arie Houweling   | 67  | чоловік |          |

| № | Прізвище та ім’я | Вік | Стать | Примітки |
| - | ---------------- | --- | ----- | -------- |
| 1 | Leila Alaoui     |     | жінка |          |

## Відповідальність
Відповідальність за напад взяла на себе Аль-Каїда в країнах ісламського Магрибу.